# (78578) Donpettit
(78578) Donpettit est un astéroïde de la ceinture principale.

## Description
(78578) Donpettit est un astéroïde de la ceinture principale. Il fut découvert le 14 septembre 2002 à l'Observatoire Palomar par Robert D. Matson. Il présente une orbite caractérisée par un demi-grand axe de 2,58 UA, une excentricité de 0,04 et une inclinaison de 3,0° par rapport à l'écliptique.

## Compléments